# Maomé II Assaíde
Maomé II Assaíde (em árabe: محمد السيد; romaniz.: Muhammad as-Said) foi o sultão do Império Merínida de outubro de 1359, em sucessão de Abu Inane Faris, a 1 de outubro de 1361, quando foi substituído por Abu Salim Ali II.